# Dmitrij Jur'evič Pučkov
Dmitrij Jur'evič Pučkov in russo Дмитрий Юрьевич Пучков?, meglio noto come Il Goblin (Kirovograd, 2 agosto 1961) è un traduttore, scrittore e sceneggiatore russo.
Pučkov (Il Goblin) è noto per le sue traduzioni dei videogiochi, dei film hollywoodiani e per le cosiddette "traduzioni comiche" dei film Il Signore degli Anelli, Guerre stellari, Matrix e Boomer. Il Goblin è anche l'autore delle molte rassegne ed istruzioni per il videogioco Quake.

## Traduzioni comiche
Nelle "traduzioni comiche del Goblin" i film vengono doppiati con dialoghi riscritti ex novo dal traduttore.
Nel Signore degli Anelli e in Guerre stellari i personaggi buoni sono trasformati in poliziotti ed i personaggi cattivi in banditi.
In Matrix gli insorti sono trasformati in psicotici fuggiti da un manicomio che si credono partigiani sovietici della Grande Guerra Patriottica, e gli agenti di Matrix sono invece inservienti del manicomio che i matti riusciti a fuggire credono nazisti tedeschi.